# Sân bay Djerba-Zarzis
Sân bay Djerba-Zarzis là một sân bay ở Djerba, Tunisia (IATA: DJE, ICAO: DTTJ). Sân bay này có 1 đường băng dài 3043 m bề mặt nhựa đường.

## Các hãng hàng không và các tuyến điểm
- Aigle Azur (Paris-Orly)
- airberlin (Berlin-Schönefeld, Cologne/Bonn, Frankfurt, Hanover, Leipzig/Halle, München, Nuremberg, Paderborn, Stuttgart)
  - airberlin operated by Belair (Zürich)
  - airberlin operated by LTU International (Düsseldorf)
- Belair (Zurich-Airport)
- Karthago Airlines (Paris-Orly)
- Jetairfly (Bruxelles)
- Luxair (Luxembourg)
- transavia.com (Amsterdam, Paris-Orly)
- Sevenair (Palermo, Tunis)
- Tunisair (Düsseldorf, Frankfurt, Hamburg, Lyon, Munich, Nice, Paris-Orly, Strasbourg, Tozeur)
- XL Airways France (Lille, Paris-Charles de Gaulle)